# Komora Vergi
Komora Vergi, szósta komora, komora Strambiusza, komora harfy (ang. Verga's ventricle, the sixth ventricle, the ventricle of Strambio, łac. ventriculus fornicis, ventriculus triangularis) – wariant anatomiczny budowy mózgowia, mający postać pustej przestrzeni stanowiącej przedłużenie ku tyłowi jamy przegrody przezroczystej. Określenie „szósta komora” jest nieprawidłowe, ponieważ komora Vergi ani nie zawiera płynu mózgowo-rdzeniowego, ani nie wyściela jej ependyma. Nie posiada też połączenia z układem komorowym mózgowia.
Jako pierwszy opisał ją włoski anatom Andrea Verga w 1851 roku.
Częstość tego wariantu anatomicznego określono na 2,3%. Spotykane są częściej u dzieci, z wiekiem zanikają.